# Халупенко Параска Яківна
Халупенко Параска Яківна (11.07.1923 хутір Гута — пом., Глухів) — радянська партизанка Глухівського партизанського загону.

## Біографія
Народилася 11 серпня 1923 року на хуторі Гута Глухівського району Сумської області у звичайній сім'ї  селянина — Халупенко Якова Архиповича. Членка ВЛКСМ. Учасниця німецько-радянської війни. В партизанах з 03.03.1942 р. З 1938 до 1940 року навчалась на медсестру у Глухівській медичній школі. Працювала медсестрою у м. Смеліж Суземського району Брянської області РФРСР. З 04.03.1942 р. боєць 3-ї оперативної групи ', у вересні 1942 р. медсестра 3-ї оперативної групи Глухівського п.з., з 18.12.1942 р. медсестра 5-ї роти Глухівського п.з., з 23.02.1943 р. медсестра санітарної частини Глухівського п.з., медсестра 1-ї роти Глухівського п.з., з 06.01.1944 р. медсестра 2-ї роти Глухівського п.з. 05.01.1044 разом з майбутнім чоловіком дезертирувала з частини та поїхала додому. 
Одружилась з партизаном Казіміровим А.П. Все життя жила та працювала у Шостці
Нагороджена Орденом Вітчизняної війни 1 ст. н.
Її двоюрідний брат — Халупенко Петро Федірович воював з нею у Глухівському партизанському загоні. 